# Phyllonorycter hibiscina
Phyllonorycter hibiscina là một loài bướm đêm thuộc họ Gracillariidae. Nó được tìm thấy ở Nam Phi.
Ấu trùng ăn Brachylaena, Abutilon mauritianum, Hibiscus calyphyllus, Hibiscus lunarifolius và Pavonia. Chúng ăn lá nơi chúng làm tổ.